# Reflections Lake (Alaska)
Reflections Lake (en español «Lago de las Reflexiones») es un lago situado en Palmer, borough de Matanuska-Susitna, Alaska, Estados Unidos.

## Características
El lago atrae a numerosos visitantes por el sendero que lo circunvala, de fácil acceso durante todo el año y con diferentes vistas del lago y sus reflexiones.

## Galería de imágenes

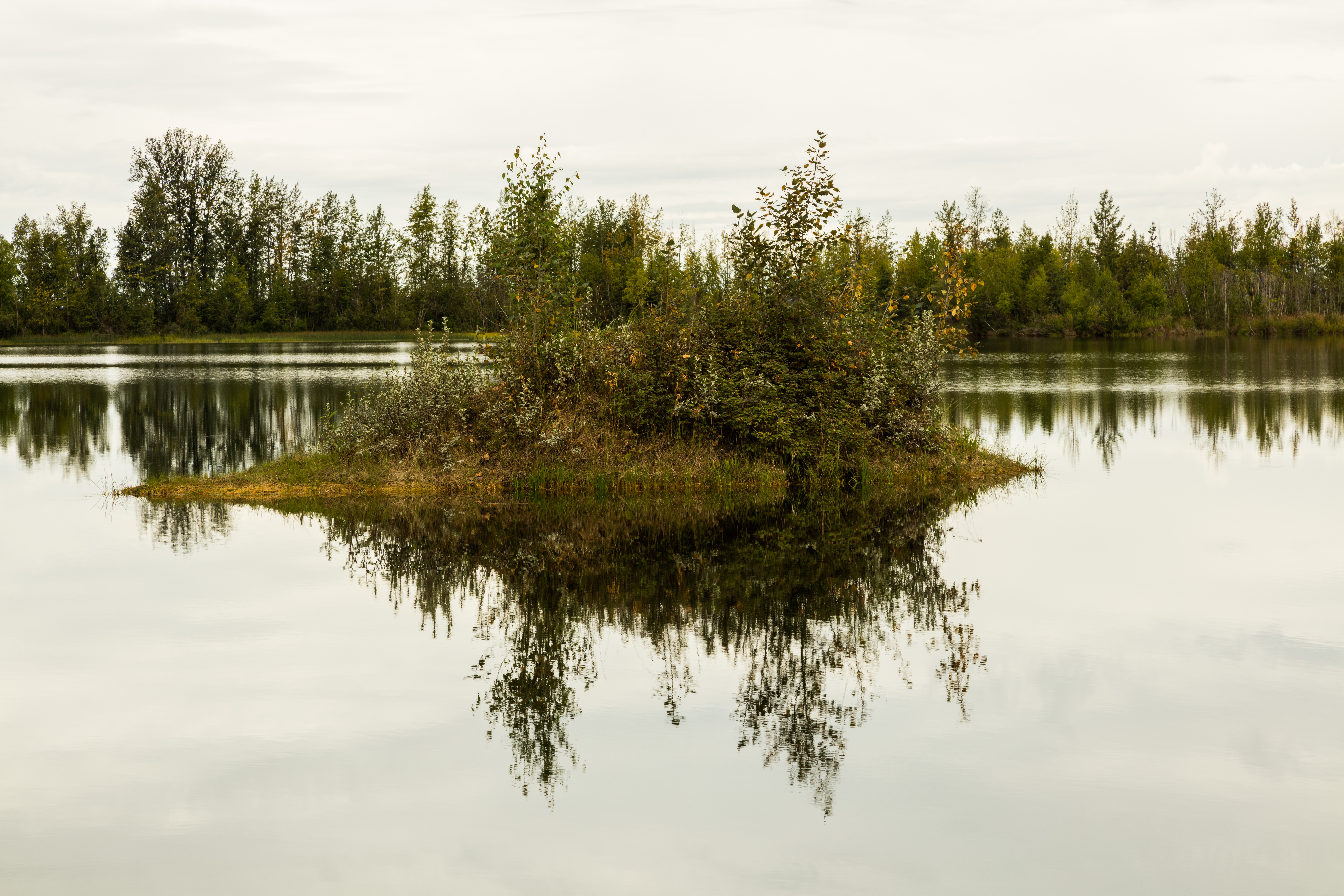
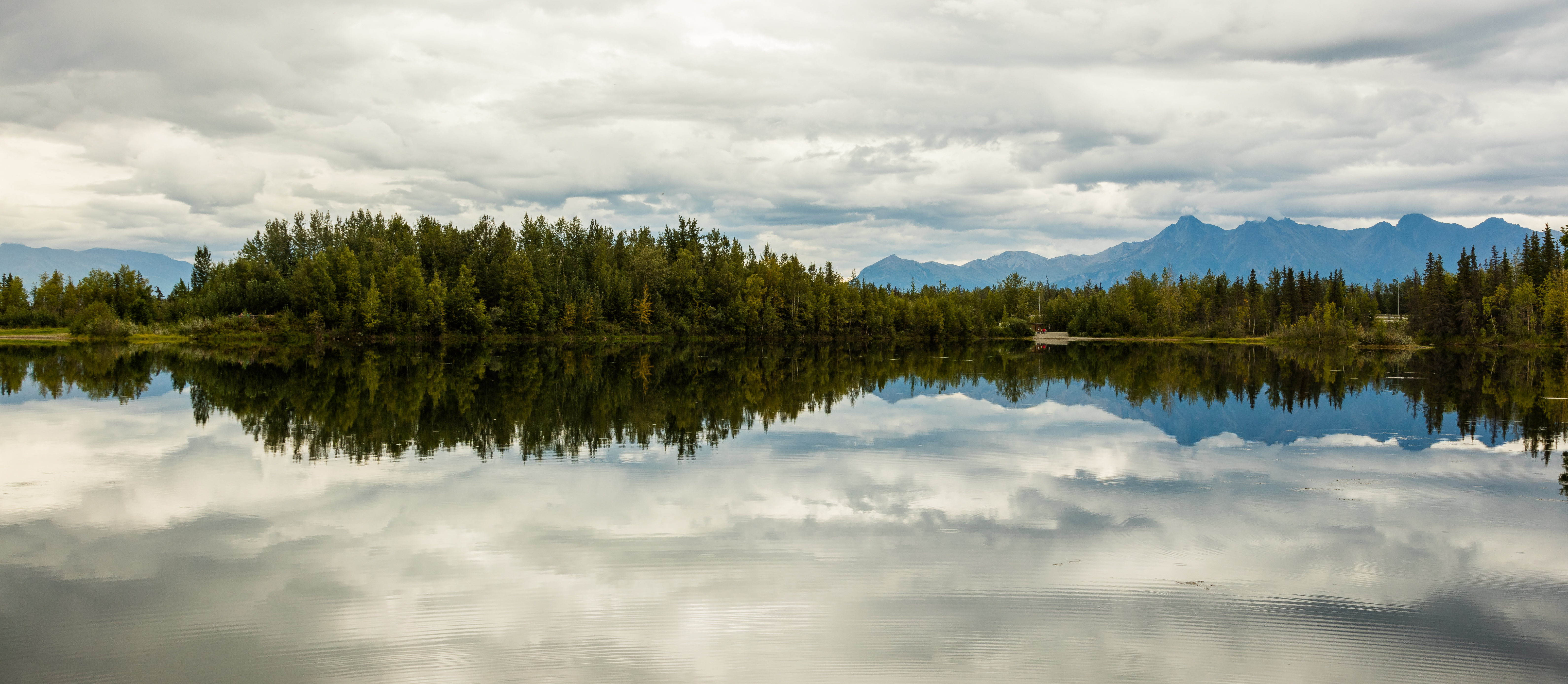
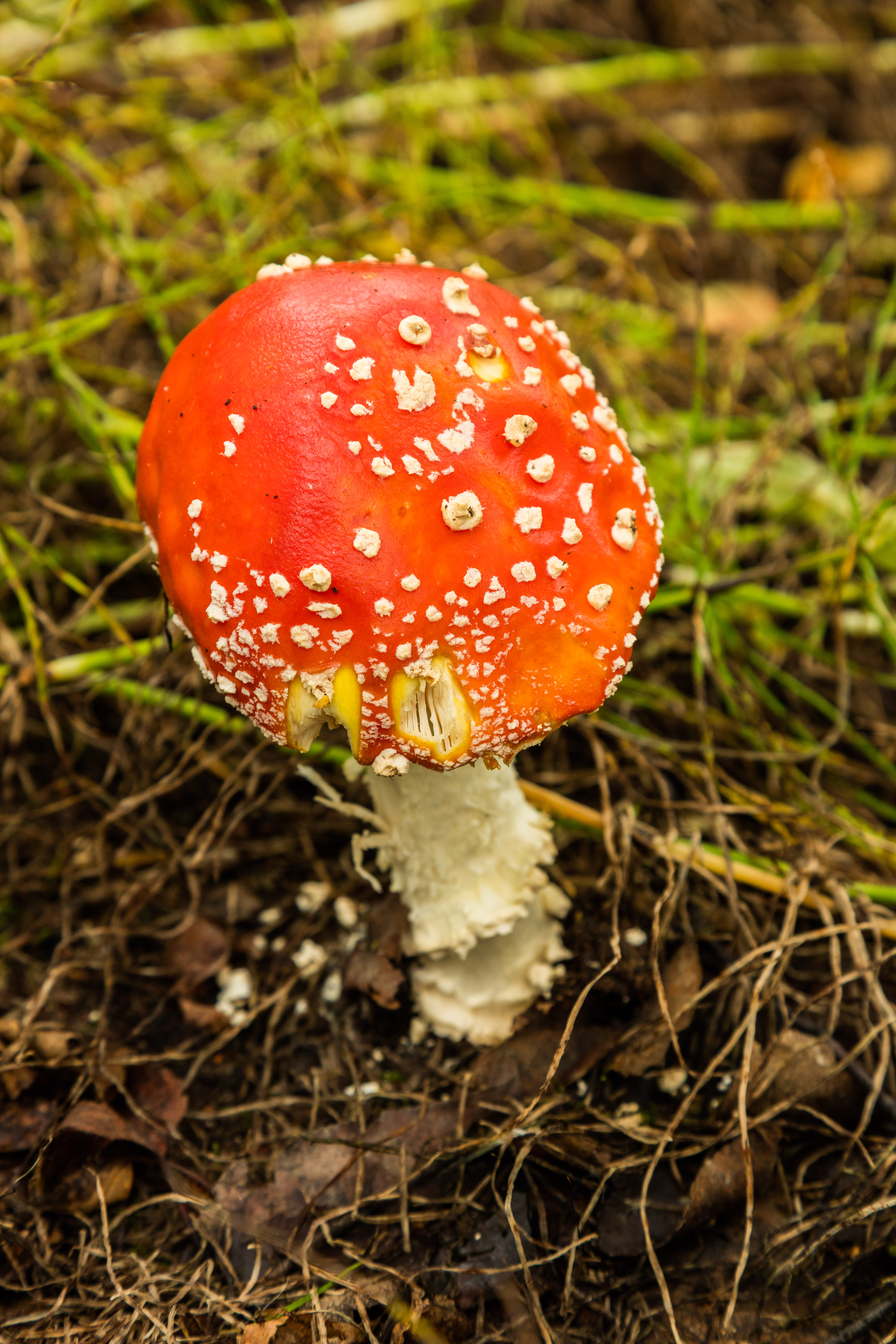
Amanita muscaria junto al lago.